# Голосование на «Евровидении»
Конкурс песни Евровидение в разное время предлагал разные системы выбора победителя соревнования. Основная схема голосования, однако, не менялась: каждая страна должна выбрать десять лучших исполнителей и поставить им свою оценку выступления.

## Системы выбора
| Год        | Баллы       | Система голосования |
| ---------- | ----------- | --- |
| 1956       | 2           | Жюри из двух человек от каждой страны отдаёт два балла понравившейся песне. |
| 1957—1961  | 10-1        | Жюри из десяти человек распределяют 10 баллов среди понравившихся песен. |
| 1962       | 3-1         | Жюри из десяти человек отдаёт баллы трём понравившимся песням. |
| 1963       | 5-1         | Жюри из двадцати человек отдаёт баллы пяти понравившимся песням. |
| 1964—1966  | 5, 3, 1     | Жюри из десяти человек отдаёт баллы трём понравившимся песням. |
| 1967—1969  | 10-1        | Жюри из десяти человек распределяет 10 баллов среди понравившихся песен. |
| 1970       | 10-1        | Жюри из десяти человек распределяет 10 баллов среди понравившихся песен. Доступна процедура «тай-брейка». |
| 1971—1973  | 10-2        | Жюри из двух человек (одному от 16 до 25 лет, другому от 25 до 55 лет) оценивает песни от одного до пяти баллов каждый. |
| 1974       | 10-1        | Жюри из десяти человек распределяет 10 баллов среди понравившихся песен. |
| 1975—1996  | 12, 10, 8-1 | Все страны имеют по крайней мере по одиннадцать членов жюри (позже увеличивается до шестнадцати человек), которые отдают баллы десяти лучшим песням. |
| 1997       | 12, 10, 8-1 | Двадцать стран имеют членов жюри, а пять других используют телеголосование, чтобы определить, какие песни получат баллы. |
| 1998—2000  | 12, 10, 8-1 | Все страны должны использовать телефонное голосование, чтобы определить, какие песни получат баллы. В исключительных случаях (например, слаборазвитая телефонная система), где телеголосование не было доступно, использовалось жюри. |
| 2001—2002  | 12, 10, 8-1 | Каждый вещатель вправе сам решать между 100%-ной системой телеголосования и смешанной системой 50/50, чтобы определить, какие песни получат баллы. В исключительных случаях, где телеголосование не было доступно, использовалось жюри. |
| 2003       | 12, 10, 8-1 | Все страны должны использовать телефонное/SMS-голосование, чтобы определить, какие песни получат баллы. В исключительных случаях, где телеголосование не было доступно, использовалось жюри. |
| 2004—2008  | 12, 10, 8-1 | Все страны используют телеголосование и/или SMS-голосование, чтобы определить, какие песни получат баллы. |
| 2009—2012  | 12, 10, 8-1 | Все страны используют телеголосование и/или SMS-голосование (50 %) и пять членов жюри (50 %), за исключением Сан-Марино, в которой 100 % составляют голоса жюри в связи с небольшими размерами страны. Это так называемая система телезрителей-жюри 50/50. Обе части голосования были объединены в присуждении 12, 10, 8-1 баллов десяти лучшим в каждой системе, затем оценки складываются. Если две песни набирают одинаковое количество баллов, решающим считаются голоса телезрителей. |
| 2013—2015  | 12, 10, 8-1 | То же, что и в 2009—2012 годах, за исключением того, что голоса жюри и телезрителей объединяются по-разному. Члены жюри и телезрители оценивают все песни подряд, а не только 10 лучших. Затем баллы суммируются, а в случае равенства баллов, решающим считаются голоса телезрителей. |
| 2016—н. в. | 12, 10, 8-1 | Баллы, полученные от народного голосования суммируются перед их объявлением, что практически удваивает количество баллов, присуждаемых в общей сложности. Если голосует 43 страны, максимально возможное количество баллов, которое математически можно заработать в финале конкурса — 1020 (42 страны дают 12 баллов от жюри и телезрителей + 12 баллов от зрителей со "всего мира"). |

Примечания
1. ↑  В случае нарушения в работе системы телеголосования в каждой стране используются запасные члены жюри (по восемь человек).
2. ↑  В случае нарушения в работе системы телеголосования, используются только голоса жюри этой страны; в случае нарушения работы системы голосования жюри, используются только голоса телезрителей этой страны.

### Профессиональное жюри
С самого начала существования конкурса призёров Евровидения определяло профессиональное жюри, которое выставляло ту или иную оценку исполнителю. Система голосования жюри менялась вплоть до 1975 года, пока не была введена система 12-балльной шкалы оценок. На данный момент применяется 12-балльная шкала оценок: лучший исполнитель, по мнению какой-либо страны, получает 12 баллов от неё; второй призёр получает 10 баллов, третий — 8, четвёртый — 7, пятый — 6 и так далее до последнего участника. За представителя своей страны голосовать запрещается по правилам конкурса.
В официальных правилах проведения европейского музыкального конкурса относительно жюри написано следующее:
- Жюри состоит из пяти участников, включая председателя.
- Каждый представитель жюри должен назначить дублёра в случае, если он не сможет присутствовать на мероприятии.
- Члены жюри не должны быть сотрудниками участвующих телевещательных компаний.
- Члены жюри должны представлять одну из музыкальных профессий — ведущий, исполнитель, композитор, автор текста или музыкальный продюсер.
- Никто из членов жюри не должен быть причастен к производству и исполнению песен участников конкурса, чтобы оценить выступающих независимо и беспристрастно.
- Имена членов жюри станут известны за неделю до начала конкурса[12].
- Голоса жюри используются при подсчёте в полуфинале и финале, а также имеют решающее значение, если две или больше песен получают одинаковое число голосов телезрителей.
- Член жюри не может голосовать за песню страны, которую он представляет.
- Один и тот же член жюри может принимать участие в голосовании раз в три года[12].

### Тай-брейк

Схема, наглядно демонстрирующая систему «тай-брейка»

Процедура определения победителя при ничейном счёте (равенстве баллов) называемой также «тай-брейк» была введена после того, как в конкурсе 1969 года сразу четыре страны набрали одинаковое количество баллов и заняли соответственно первое место — Франция, Нидерланды, Испания и Великобритания. В связи с тем, что такой процедуры на тот момент не существовало и все четыре страны были объявлены победителями конкурса, в знак протеста, Австрия, Финляндия, Швеция, Норвегия и Португалия отказались принимать участие в конкурсе следующего года.
По обновлённым в 2016 году правилам в процедуре, иногда называемой «каунтбэк», если две (или более) страны получают одинаковое количество баллов, то победителем объявляется страна, получившая наибольшее количество баллов от телеголосования. Если между странами по-прежнему сохраняется равенство, то на втором этапе «тай-брейка» победитель определяется по наибольшему количеству проголосовавших стран в телеголосовании. Третий этап в случае равенства — подсчёт количества стран, давших 12 баллов каждой такой стране (также от телеголосования). Эта процедура продолжается с 10 баллами, 8, 7… и ведётся до тех пор, пока не будет определён победитель по результатам неравенства этих баллов. Если не удаётся определить победителя на втором этапе «тай-брейка» после того, как количество стран давших один балл оказалось равным, то победителем становится та страна, которая в порядке выступления исполнила песню первой. В тех случаях, когда телеголосование не может быть применено, то используется та же схема, но с баллами, данными от национальных жюри голосующих стран (100%-ное голосование жюри по различным причинам). Это правило изначально применялось только к первому месту немного в изменённом виде: на первом «этапе» тай-брейка высшее место отдавалось стране, которой отдали свои баллы бо́льшее количества стран; далее всё повторялось без разделения на баллы, полученные от телеголосования или жюри, то есть второй этап — наибольшее количество 12-бальных отценок и так далее. C 2008 года это правило стало применяться ко всем местам.
В 1991 году процедура «тай-брейка» была проведена для Швеции и Франции, которые набрали по 146 баллов. В то время процедура «тай-брейка» немного отличалась; первое правило «тай-брейка» (побеждает страна, получившая баллы от наибольшего числа голосующих стран) ещё не использовалось, а текущий вариант этого правила с наибольшим числом проголосовавших стран не был утверждён до 2003 года. И Швеция, и Франция получили максимальные двенадцать баллов по четыре раза; когда было подсчитано количество десятибалльных оценок у Швеции, которую представляла Карола с песней «Fångad av en stormvind», было объявлено, что страна одержала свою третью победу, так как она получила пять 10-балльных оценок, а Франция — две. Французская песня «Le Dernier qui a parlé…» в исполнении Амины заняла второе место.
| Место | Страна  | Участник | Набрано баллов | Количество стран, отдавших… | Количество стран, отдавших… | Количество стран, отдавших… |
| Место | Страна  | Участник | Набрано баллов | 12 баллов                   | 10 баллов                   | всего                       |
| ----- | ------- | -------- | -------------- | --------------------------- | --------------------------- | --------------------------- |
| 1     | Швеция  | Карола   | 146            | 4                           | 5                           | 17 из 21                    |
| 2     | Франция | Амина    | 146            | 4                           | 2                           | 18 из 21                    |

Примечания
1. ↑  По правилам тай-брейка 2003—2015 годов, победила бы Франция по «большинству проголосовавших стран».

### Голосование зрителей
В 1997 году пять стран (Австрия, Швейцария, Германия, Швеция и Великобритания) решили провести эксперимент, разрешив зрителям выбрать лучшую песню на конкурсе. Система была успешно испытана, и сейчас она действует во всех странах. Заключается она в следующем: зритель имеет право позвонить по некоторому телефонному номеру с городского телефона. Как правило, две последние цифры — это порядковый номер участника. Также сейчас используется система SMS-голосования: зрители отправляют SMS-сообщение с номером участника на короткий номер. Как и в случае с жюри, голосовать за своего исполнителя нельзя, но при этом находящиеся за рубежом граждане могут поддержать своего исполнителя, позвонив с местного телефона. Количество SMS с одного номера ограничено до 20.

### 50 на 50
«Профессиональное жюри» также способно регулировать некоторые спорные вопросы, возникающие на конкурсе. В случае технического сбоя жюри будет решать, кому и какие баллы можно присудить. На данный момент победителя определяют по сумме голосов, полученных от зрителей и от жюри (50/50); глашатаи каждой страны-участницы конкурса связываются с площадкой в прямом эфире и называют страну, получившую 12 баллов (остальные демонстрируются графически).

## Рекорды

### Более 300 очков до 2015 года
С 2009 года 33 исполнителя преодолели отметку в 300 очков, из них восемь — победители конкурса. Ниже представлены набранные очки с общей долей от всех присуждённых на конкурсе очков.
| Год  | Страна   | Исполнитель     | Песня              | Очки | Процент от всех очков конкурса |
| ---- | -------- | --------------- | ------------------ | ---- | ------------------------------ |
| 2009 | Норвегия | Александр Рыбак | «Fairytale»        | 387  | 15,89 %                        |
| 2012 | Швеция   | Лорин           | «Euphoria»         | 372  | 15,27 %                        |
| 2015 | Швеция   | Монс Сельмерлёв | «Heroes»           | 365  | 15,73 %                        |
| 2015 | Россия   | Полина Гагарина | «A Million Voices» | 303  | 13,06 %                        |

### Более 500 очковс 2016 года
| Год  | Страна     | Исполнитель     | Песня              | Очки | Процент от всех очков конкурса |
| ---- | ---------- | --------------- | ------------------ | ---- | ------------------------------ |
| 2016 | Украина    | Джамала         | «1944»             | 534  | 10,96 %                        |
| 2016 | Австралия  | Дами Им         | «Sound of Silence» | 511  | 10,49 %                        |
| 2017 | Португалия | Салвадор Собрал | «Amar pelos dois»  | 758  | 15,55 %                        |
| 2017 | Болгария   | Кристиан Костов | «Beautiful Mess»   | 615  | 12,62 %                        |
| 2018 | Израиль    | Нета Барзилай   | «Toy»              | 529  | 10,61 %                        |
| 2021 | Италия     | Måneskin        | «Zitti e buoni»    | 524  | 11,58 %                        |
| 2022 | Украина    | Kalush          | «Stefania»         | 631  | 13,60 %                        |
| 2023 | Швеция     | Лорин           | «Tattoo»           | 583  | 13,40 %                        |
| 2023 | Финляндия  | Käärijä         | «Cha Cha Cha»      | 526  | 12,09 %                        |
| 2024 | Швейцария  | Nemo            | «The Code»         | 591  | 13,59 %                        |
| 2024 | Хорватия   | Baby Lasagna    | «Rim Tim Tagi Dim» | 547  | 12,57 %                        |

### Ноль очков
На конкурсах может произойти случай, когда исполнитель терпит «полное поражение», не набрав ни одного балла. Ниже приведён их список.
| Год конкурса | Страна                                                 | Исполнитель                           | Песня                                  |
| ------------ | ------------------------------------------------------ | ------------------------------------- | -------------------------------------- |
| 1978         | Норвегия                                               | Ян Тейген                             | «Mil etter mil»                        |
| 1981         | Норвегия                                               | Финн Кальвик                          | «Aldri i livet»                        |
| 1982         | Финляндия                                              | Тимо Койо                             | «Nuku pommiin»                         |
| 1983         | Турция · Испания                                       | Четин Алп и Short Wave Ремедиос Амайя | «Opera» «¿Quién maneja mi barca?»      |
| 1987         | Турция                                                 | Сейял Танер и Lokomotif               | «Şarkım Sevgi Üstüne»                  |
| 1988         | Австрия                                                | Вильфред                              | «Lisa Mona Lisa»                       |
| 1989         | Исландия                                               | Даниэль Аугуст                        | «Það sem enginn sér»                   |
| 1991         | Австрия                                                | Томас Форстнер                        | «Venedig im Regen»                     |
| 1994         | Литва                                                  | Овидиюс Вишняускас                    | «Lopšinė mylimai»                      |
| 1997         | Норвегия · Португалия                                  | Тор Эндресен Селия Лоусон             | «San Francisco» «Antes do adeus»       |
| 1998         | Швейцария                                              | Гунвор Гуггисберг                     | «Lass' ihn»                            |
| 2003         | Великобритания                                         | Jemini                                | «Cry Baby»                             |
| 2004         | Швейцария в полуфинале                                 | Пьеро Эстериоре и The MusicStars      | «Celebrate»                            |
| 2009         | Чехия в первом полуфинале                              | Gipsy.cz                              | «Aven romale»                          |
| 2015         | Германия · Австрия                                     | Анн Софи The Makemakes                | «Black Smoke» «I Am Yours»             |
| 2021         | Великобритания                                         | Джеймс Ньюмен                         | «Embers»                               |
| 2023         | Румыния · Сан-Марино (обе страны во втором полуфинале) | Теодор Андрей Piqued Jacks            | «D.G.T. (Off and On)» «Like an Animal» |

- Из перечисленных выше стран Норвегия, Финляндия, Турция, Великобритания, Австрия, Испания, Германия, Португалия и Швейцария выигрывали конкурс хотя бы один раз.
- В 2016 году Чехия по новой системе голосования получила ноль баллов от зрителей, а судьи присудили ей 41 балл.
- В 2017 году Испания получила 0 баллов от жюри, а от зрителей получила 5 баллов.
- Сразу две страны (Австрия и Германия) не получили ни одного балла на конкурсе 2015 года, причём Австрия стала первой страной-хозяйкой, которая добилась такого сомнительного достижения.
- В 2019 году Германия получила 0 баллов от зрителей и 24 балла от жюри, а Израиль — 0 баллов от жюри и 35 баллов от зрителей.
- В 2021 году сразу 4 страны получили 0 баллов от зрителей — Великобритания, Испания, Германия и Нидерланды. Но если у Испании (6 баллов), Германии (3 балла) и Нидерландов (11 баллов) были баллы от жюри — у Великобритании 0 и от жюри, и от зрителей.
- В 2025 году Великобритания и Швейцария получили 0 баллов от зрителей, а Исландия получила 0 баллов от жюри.

## Скандальное «блоковое голосование»

Блоковое голосование с 2001 по 2005 годы, с точки зрения Дерека Газерера
Пиренейский блок
Блок Бенилюкса
Скандинавский блок
Постсоветский блок
Балканский блок

Статистика зрительского голосования в период с 2001 по 2005 годы неприятно удивила некоторых организаторов конкурса: выяснилось, что некоторые страны, связанные тесными историческими и культурными отношениями (преимущественно граничащие друг с другом), голосуют чаще всего друг за друга вне зависимости от уровня исполнителя. Эту систему окрестили «соседским принципом голосования», что наводило на мысль о том, что голосование не было беспристрастным. В числе групп или блоков стран, голосующих друг за друга, оказались следующие:
- Великобритания ↔ Ирландия
- Андорра ↔ Испания
- Бельгия ↔ Нидерланды
- Норвегия ↔ Швеция ↔ Дания ↔ Исландия ↔ Финляндия
- Эстония ↔ Латвия ↔ Литва
- Греция ↔ Кипр
- Россия ↔ Беларусь ↔ Азербайджан ↔ Молдова
- Грузия ↔ Армения; Грузия ↔ Азербайджан ↔ Турция
- Россия ↔ Армения; Россия ↔ Молдова; Россия ↔ Израиль; Россия ↔ Эстония, Латвия
- Румыния ↔ Молдова
- Сербия ↔ Черногория; Хорватия ↔ Словения; Босния и Герцеговина ↔ Северная Македония
- Испания ↔ Португалия
- Эстония ↔ Финляндия
- Италия ↔ Сан-Марино
- Италия ↔ Мальта
- Казахстан ↔ Россия ↔ Азербайджан (на Детском Евровидении)

### Попытка предотвращения
Эти обмены баллами вынудили организаторов конкурса изменить правила голосования, так как их результаты настораживали. Голоса, вероятно, отдавались за страну, а не за исполнителя или песню. Апогеем возмущения стал конкурс 2007 года, места на котором заняли в финале:
1. Сербия
2. Украина
3. Россия
4. Турция
5. Болгария
6. Беларусь
7. Греция
8. Армения
9. Венгрия
10. Молдова

В 2007 году в Европе развернулась кампания против подобного голосования. Сильный исполнитель из Швейцарии DJ Bobo вообще не вышел в финал, хотя считался фаворитом у букмекеров. Ирландия, рекордсмен по количеству побед подряд (три победы подряд в 1990-е годы) и вовсе оказалась на последнем месте в финале (её представляла группа Dervish). С точки зрения британского писателя-публициста Тима Мура, подобное голосование не является голосованием за песни, а поиском ответа на вопрос, мягко говоря, о количестве родственников или близких друзей в тех или иных странах (в оригинале звучало «выяснение вопроса о том, сколько у тебя тётушек в Черногории»). Австрия в знак протеста покинула конкурс в 2008 году и вернулась только в 2011 году.
В 2008 году супервайзер Евровидения Сванте Стокселиус ввёл два полуфинала и один финал для минимизации возможности голосования по «соседскому принципу», но даже это оказалось бесполезным. В пятёрку лучших вошли Россия, Украина, Греция, Армения и Норвегия, что породило слухи о фальсификации результата. Поводом для дискуссий был один факт: участник из Дании Саймон Мэтью вышел в финал без помощи баллов от Норвегии или Швеции и занял там 15-е место, а участник от России Дима Билан вышел в финал и выиграл конкурс при помощи баллов от стран бывшего СССР. Впрочем, директор телеканала «Евровидение» Бьёрн Эриксен отверг эти доводы, официально подтвердив, что Билану принесли победу баллы, набранные от 38 стран-участниц, а не от какого-то конкретного блока. В настоящее время Европейский вещательный союз предпринимает все возможные меры для борьбы с подобным «соседским» голосованием, но часто это оказывается бесполезным.